# 實川幹朗
實川 幹朗（じつかわ みきろう、1949年7月15日 -　）は、日本の臨床心理学者。姫路獨協大学元教授。
千葉県船橋市生まれ。1974年東京大学文学部哲学科卒業。1976年同大学院文学研究科修士課程修了。1984年京都大学大学院教育学研究科博士後期課程満期退学（臨床心理学）、心の相談塾こころほぐしを開設。1987年姫路獨協大学一般教育部助教授、1998年教授、2011年法学部教授。

## 著書
- 『こころ覓ぎ 近代自我を越えて付きあいの哲学へ』誠信書房 1991年
- 『思想史のなかの臨床心理学 心を囲い込む近代』講談社選書メチエ 2004年
- 『心の近代 三筋の結界とメスメル 支度の段』北大路書房 2013年

編著
- 『心理療法とスピリチュアルな癒し 霊的治療文化再考』編 恩田彰,賀陽濟,上月游晏,又吉正治,松本京子著 春秋社 2007年

### 翻訳
- ジェイムズ・ヒルマン『夢はよみの国から』青土社 1998年

## 論文
- Cinii